# Commissar of Light
Commissar of Light är en albansk dramafilm från 1966. Filmen är regisserad av Dhimiter Anagnosti, med manus av Llazar Siliqi.

## Rollista (i urval)
- Rikard Ljarja – Dritan Shkaba
- Roza Anagnosti – Rudina
- Reshat Arbana – Pjetër Mustakuqi
- Viktor Gjika
- Ndrek Luca – Prifiti